# Paolo Imperatori
Paolo Imperatori (Ginevra, 29 luglio 1975) è un allenatore di hockey su ghiaccio ed ex hockeista su ghiaccio svizzero che ha militato come attaccante nella Lega Nazionale A, in particolare nell'HC Ambrì-Piotta.

## Carriera
Paolo Imperatori, dopo essere cresciuto nel settore giovanile, esordì in prima squadra nell'HC Ambrì-Piotta nella stagione 1993-1994. Fra il 1996 ed il 1998 fece anche alcune esperienze in Lega Nazionale B in formazioni come Martigny, Herisau e Losanna, salvo poi ritornare all'Ambrì-Piotta al termine della stagione 1997-1998.
Dal 1998 al 2000 Imperatori militò per l'Hockey Club La Chaux-de-Fonds, formazione di LNB, con la quale in 59 partite mise a segno 19 reti e fornì 26 assist, per un totale di 53 punti collezionati. Dopo le due stagioni nella seconda serie, ritornò all'Ambrì-Piotta, con cui giocò fino al termine della stagione 2007-2008. Nel 2006 si dovette interrompere la stagione dopo 26 incontri per un infortunio alla spalla, per cui subì anche un'operazione chirurgica. Al termine del proprio contratto con i leventinesi, nel 2008, Imperatori annunciò il ritiro dall'hockey su ghiaccio professionistico, per potersi dedicare alle serie minori.
Dopo una brevissima parentesi con il GDT Bellinzona, Imperatori si accasò all'HC Biasca, formazione della Seconda Lega. A Biasca per una stagione Imperatori svolse il ruolo di giocatore-allenatore, per poi dedicarsi solo alla guida tecnica del club nella stagione 2010-2011. Dal 2012 assume l'incarico di membro del consiglio d'amministrazione dell'HC Ambrì-Piotta.

## Statistiche
Statistiche aggiornate ad agosto 2011.

### Giocatore

#### Club
| Stagione  | Squadra                    | Stagione regolare | Stagione regolare | Stagione regolare | Stagione regolare | Stagione regolare | Stagione regolare | Playoff | Playoff | Playoff | Playoff | Playoff |
| Stagione  | Squadra                    | Lega              | P                 | G                 | A                 | Pt                | PIM               | P       | G       | A       | Pt      | PIM     |
| --------- | -------------------------- | ----------------- | ----------------- | ----------------- | ----------------- | ----------------- | ----------------- | ------- | ------- | ------- | ------- | ------- |
| 1993-1994 | Ambrì-Piotta               | NLA               | 3                 | 0                 | 0                 | 0                 | 0                 | 2       | 0       | 0       | 0       | 0       |
| 1994-1995 | Ambrì-Piotta               | NLA               | 20                | 0                 | 0                 | 0                 | 0                 | 3       | 0       | 0       | 0       | 0       |
| 1995-1996 | Ambrì-Piotta               | NLA               | 29                | 1                 | 0                 | 1                 | 4                 | 5       | 0       | 0       | 0       | 0       |
| 1996-1997 | Martigny                   | NLB               | 10                | 2                 | 1                 | 3                 | 2                 | -       | -       | -       | -       | -       |
|           | Herisau                    | NLB               | 32                | 7                 | 8                 | 15                | 16                | 11      | 0       | 1       | 1       | 6       |
| 1997-1998 | Lausanne                   | NLB               | 11                | 2                 | 4                 | 6                 | 35                | -       | -       | -       | -       | -       |
|           | Ambrì-Piotta               | NLA               | 32                | 1                 | 2                 | 3                 | 2                 | 14      | 0       | 0       | 0       | 0       |
| 1998-1999 | La Chaux-de-Fonds          | NLB               | 39                | 10                | 22                | 32                | 62                | 12      | 2       | 3       | 5       | 10      |
| 1999-2000 | La Chaux-de-Fonds          | NLB               | 20                | 9                 | 4                 | 13                | 28                | 14      | 3       | 0       | 3       | 33      |
| 2000-2001 | Ambrì-Piotta               | NLA               | 23                | 3                 | 1                 | 4                 | 26                | 5       | 1       | 1       | 2       | 2       |
| 2001-2002 | Ambrì-Piotta               | NLA               | 44                | 2                 | 2                 | 4                 | 10                | 6       | 0       | 1       | 1       | 2       |
| 2002-2003 | Ambrì-Piotta               | NLA               | 44                | 8                 | 3                 | 11                | 20                | 4       | 0       | 0       | 0       | 4       |
| 2003-2004 | Ambrì-Piotta               | NLA               | 48                | 3                 | 5                 | 8                 | 45                | 7       | 0       | 1       | 1       | 4       |
| 2004-2005 | Ambrì-Piotta               | NLA               | 44                | 2                 | 0                 | 2                 | 18                | 5       | 0       | 0       | 0       | 2       |
| 2005-2006 | Ambrì-Piotta               | NLA               | 28                | 1                 | 1                 | 2                 | 12                |         |         |         |         |         |
| 2006-2007 | Ambrì-Piotta               | NLA               | 44                | 2                 | 4                 | 6                 | 18                | -       | -       | -       | -       | -       |
|           |                            | Playout           | 7                 | 0                 | 0                 | 0                 | 6                 | -       | -       | -       | -       | -       |
| 2007-2008 | Ambrì-Piotta               | NLA               | 50                | 3                 | 1                 | 4                 | 34                | -       | -       | -       | -       | -       |
|           |                            | Playout           | 11                | 4                 | 5                 | 9                 | 22                | -       | -       | -       | -       | -       |
| 2008-2009 | Biasca                     | Switzerland4      | 17                | 11                | 13                | 24                | 26                |         |         |         |         |         |
|           | Giovanni Discatori Turrita | Switzerland3      | 2                 | 2                 | 1                 | 3                 | 6                 |         |         |         |         |         |
| 2009-2010 | Biasca                     | Switzerland4      | 22                | 16                | 15                | 31                | 46                |         |         |         |         |         |